# Équipe du Yémen de football
Maillots
Actualités
L'équipe du Yémen de football est une sélection des meilleurs joueurs yéménites sous l'égide de la Fédération du Yémen de football

## Histoire
Quand la nation était divisée en deux pays, le Yémen du Nord et le Yémen du Sud avant 1990, les deux équipes nationales existaient. Après l'unification, l'équipe du Yémen de football est considérée comme le successeur de l'équipe du Yémen du Nord de football.
Le Yémen du Sud a quant à lui participé une fois à la Coupe d'Asie des nations en 1976.
Lors du 3e tour qualificatif pour la Coupe d'Asie des nations 2019 (en), le Yémen se retrouve dans le groupe F avec les Philippines, le Tadjikistan et le Népal. Le 27 mars 2018, le Yémen se qualifie pour la première fois de son histoire à une Coupe d'Asie des nations en terminant deuxième de son groupe, grâce à une victoire sur le Népal (2-1) conjuguée à un revers du Tadjikistan sur le terrain des Philippines (1-2) lors de la dernière journée des phases de poules.
Pour sa première participation à une phase finale continentale, le Yémen hérite d'un tirage au sort compliqué puisqu'il est placé dans le groupe D lors de la Coupe d'Asie des nations 2019, aux côtés de l'Iran, de l'Irak et du Viêt-Nam. Inexpérimenté, le Yémen subit trois revers en autant de rencontres disputées et termine à la dernière place de son groupe, avec un bilan d'aucun but inscrit contre dix buts encaissés, synonyme d'élimination au premier tour.

## Sélection actuelle
Les joueurs suivants disputeront les Éliminatoires de la Coupe d'Asie des nations de football 2023 en juin 2022.
Gardiens
- Mohammed Ayash
- Salem Al-Harsh

Défenseurs
- Ammar Al-Baidani
- Salem Mutran
- Mudir Al-Radaei
- Emad Al-Godaimah
- Ahmed Al-Wajeeh
- Hamzah Sabah
- Rami Al-Wasmani

Milieux
- Abdul Aziz Khamis
- Mohammed Al-Dahi
- Abdulwasea Al-Matari
- Omar Sharid
- Manaf Saeed
- Haidar Aslam
- Abdul Majeed Sabarah
- Anis Al-Maari
- Nasser Al-Gahwashi
- Omar Al-Dahi

Attaquants
- Ahmed Al-Sarori
- Galal Al-Galal
- Mohsen Qarawi
- Emad Mansoor

## Classement FIFA
| Année              | 1993 | 1994 | 1995 | 1996 | 1997 | 1998 | 1999 | 2000 | 2001 | 2002 | 2003 | 2004 | 2005 | 2006 | 2007 | 2008 | 2009 | 2010 | 2011 | 2012 | 2013 | 2014 | 2015 | 2016 | 2017 | 2018 | 2019 | 2020 | 2021 | 2022 | 2023 | 2024 |
| ------------------ | ---- | ---- | ---- | ---- | ---- | ---- | ---- | ---- | ---- | ---- | ---- | ---- | ---- | ---- | ---- | ---- | ---- | ---- | ---- | ---- | ---- | ---- | ---- | ---- | ---- | ---- | ---- | ---- | ---- | ---- | ---- | ---- |
| Classement mondial | 91   | 103  | 123  | 139  | 128  | 146  | 158  | 160  | 135  | 145  | 132  | 124  | 139  | 141  | 144  | 145  | 130  | 126  | 151  | 164  | 179  | 176  | 174  | 148  | 120  | 135  | 144  | 145  | 151  | 154  | 152  | 158  |

## Palmarès

### Parcours dans les compétitions internationales

#### Coupe du monde
| Année | Position     |      | Année             | Position |                   | Année | Position |
| 1930  | Non inscrite | 1974 | Non inscrite      | 2010     | Tour préliminaire |       |          |
| 1934  | Non inscrite | 1978 | Non inscrite      | 2014     | Tour préliminaire |       |          |
| 1938  | Non inscrite | 1982 | Non inscrite      | 2018     | Tour préliminaire |       |          |
| 1950  | Non inscrite | 1986 | Tour préliminaire | 2022     | Tour préliminaire |       |          |
| 1954  | Non inscrite | 1990 | Tour préliminaire | 2026     | Tour préliminaire |       |          |
| 1958  | Non inscrite | 1994 | Tour préliminaire | 2030     | À venir           |       |          |
| 1962  | Non inscrite | 1998 | Tour préliminaire | 2034     | À venir           |       |          |
| 1966  | Non inscrite | 2002 | Tour préliminaire |          |                   |       |          |
| 1970  | Non inscrite | 2006 | Tour préliminaire |          |                   |       |          |

#### Coupe d'Asie des nations
| Année | Position     |      | Année             | Position |                        | Année | Position |
| 1956  | Non inscrite | 1984 | Tour préliminaire | 2011     | Tour préliminaire      |       |          |
| 1960  | Non inscrite | 1988 | Tour préliminaire | 2015     | Tour préliminaire      |       |          |
| 1964  | Non inscrite | 1992 | Non inscrite      | 2019     | 1er tour               |       |          |
| 1968  | Non inscrite | 1996 | Tour préliminaire | 2023     | Tour préliminaire      |       |          |
| 1972  | Non inscrite | 2000 | Tour préliminaire | 2027     | Éliminatoires en cours |       |          |
| 1976  | Non inscrite | 2004 | Tour préliminaire |          |                        |       |          |
| 1980  | Non inscrite | 2007 | Tour préliminaire |          |                        |       |          |